# Vương quốc Benin
Đế quốc Benin (1440–1897) là một nhà nước trong thời kỳ tiền thuộc địa ở châu Phi tại nơi hiện nay là Nigeria. Cái tên Benin thường gây nhầm lẫn với quốc gia hiện nay có tên là Bénin (trước đó có tên Dahomey).

## Nguồn gốc

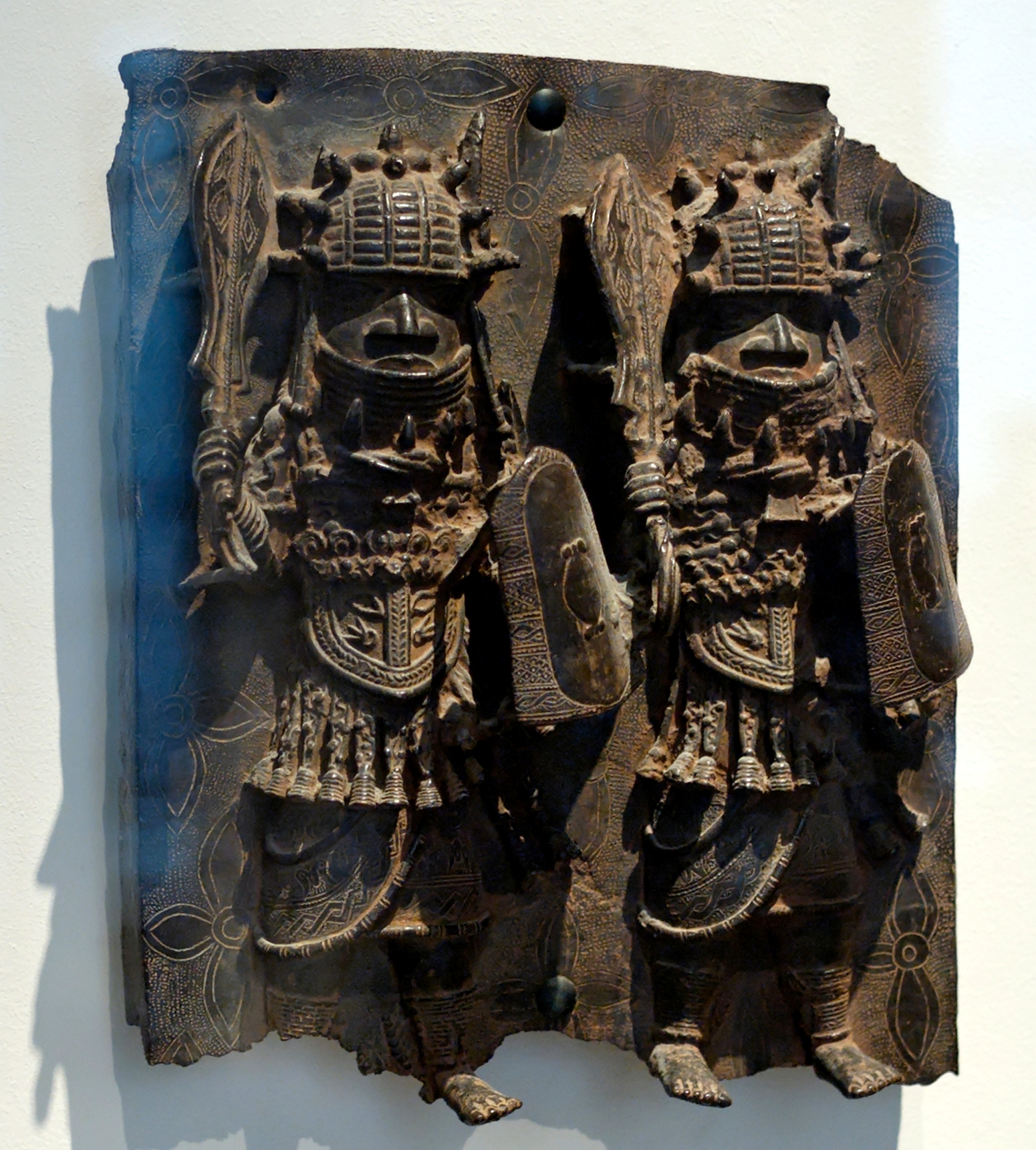
Bronze plaque of Benin Warriors with ceremonial swords. thế kỷ 16–18, Nigeria.